# フンダ湖
フンダ湖（ポルトガル語: Lagoa Funda）は、ポルトガル領アゾレス諸島を構成する島のひとつ、フローレス島南部の山中にある湖である。

## 基本データ

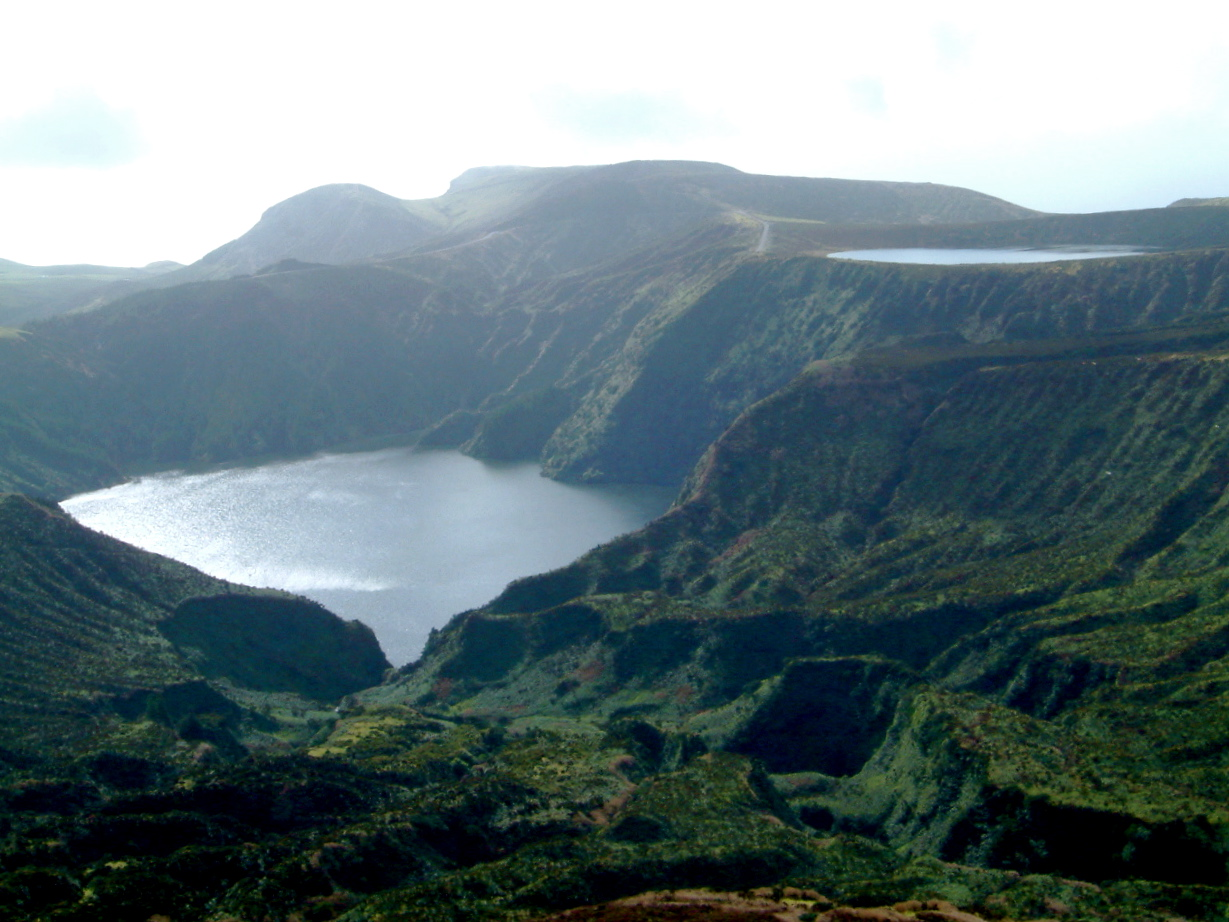
フンダ湖とハザ湖。下に見えるのがフンダ湖で、上にあるのがハザ湖。標高差は約170メートル。

フンダ湖はフローレス島南部の標高355メートルのところにある。マールに水が溜まってできたもので、湖面の面積は0.35平方キロメートル、湖岸線の長さは873メートル、最大水深は33.5メートルである。すぐ近くにあるハザ湖と比べると、フンダ湖の水質は悪いとされている。
フローレス島の中央高原の一部として2008年にラムサール条約登録地となった。